# Yemisi Ogunleye
Yemisi Ogunleye (3 ottobre 1998) è una pesista tedesca.

## Biografia
Dopo la partecipazione ai campionati mondiali allievi di Cali 2015 e ai campionati europei under 20 di Grosseto 2017, dove di è classificata rispettivamente settima e sesta nel getto del peso, nel 2023 prende parte ai mondiali di Budapest 2023, dove si posiziona decima nel getto del peso.
Nel 2024, dopo essersi diplomata campionessa tedesca assoluta del getto del peso indoor, conquista nella medesima disciplina la medaglia d'argento ai campionati mondiali indoor di Glasgow, quella di bronzo agli europei di Roma e la medaglia d'oro alle Olimpiadi di Parigi.

## Progressione

### Getto del peso
| Stagione | Misura     | Luogo          | Data      | Rank. Mond. |
| -------- | ---------- | -------------- | --------- | ----------- |
| 2024     | 20,19 m(i) | Glasgow        | 1-3-2024  |             |
| 2023     | 19,44 m    | Budapest       | 26-8-2023 |             |
| 2022     | 18,14 m    | Bad Liebenzell | 13-7-2022 |             |
| 2021     | 18,13 m    | Braunschweig   | 5-6-2021  |             |
| 2020     | 17,36 m    | Halle          | 15-8-2020 |             |
| 2019     | 17,06 m    | Mannheim       | 4-7-2019  |             |
| 2018     | 16,50 m    | Halle          | 27-5-2018 |             |
| 2018     | 16,50 m    | Halle          | 26-5-2018 |             |
| 2018     | 16,50 m    | Rechberghausen | 3-6-2018  |             |
| 2017     | 16,04 m    | Heilbronn      | 28-5-2017 |             |
| 2016     | 14,08 m(i) | Sindelfingen   | 30-1-2016 |             |
| 2014     | 13,23 m    | Sarreguemines  | 29-5-2014 |             |

## Palmarès
| Anno | Manifestazione   | Sede      | Evento                | Risultato | Prestazione | Note        |
| ---- | ---------------- | --------- | --------------------- | --------- | ----------- | ----------- |
| 2015 | Mondiali allievi | Cali      | Getto del peso (3 kg) | 7ª        | 16,73 m     |             |
| 2017 | Europei under 20 | Grosseto  | Getto del peso        | 6ª        | 15,69 m     |             |
| 2023 | Giochi europei   | Chorzów   | Getto del peso        | Argento   | 18,85 m     | [ 1 ]       |
| 2023 | Giochi europei   | Chorzów   | A squadre             | Bronzo    | 387,5 p.    | [ 1 ]       |
| 2023 | Mondiali         | Budapest  | Getto del peso        | 10ª       | 18,97 m     | [ 2 ] [ 3 ] |
| 2024 | Mondiali indoor  | Glasgow   | Getto del peso        | Argento   | 20,19 m     | [ 4 ]       |
| 2024 | Europei          | Roma      | Getto del peso        | Bronzo    | 18,62 m     |             |
| 2024 | Giochi olimpici  | Parigi    | Getto del peso        | Oro       | 20,00 m     |             |
| 2025 | Europei indoor   | Apeldoorn | Getto del peso        | Argento   | 19,56 m     |             |

## Campionati nazionali
- 1 volta campionessa tedesca assoluta del getto del peso indoor (2024)
- 1 volta campionessa tedesca under 18 del getto del peso (2015)

2015
- Oro ai campionati tedeschi under 18, getto del peso (3 kg) - 17,31 m

2017
- Bronzo ai campionati tedeschi under 20 indoor, getto del peso - 15,23 m
- 6ª ai campionati tedeschi under 23, getto del peso - 15,19 m
- 6ª ai campionati tedeschi under 23, lancio del disco - 47,87 m
- 7ª ai campionati tedeschi assoluti, getto del peso - 15,54 m
- Bronzo ai campionati tedeschi under 20, getto del peso - 15,27 m
- 6ª ai campionati tedeschi under 20, lancio del disco - 44,92 m

2018
- 8ª ai campionati tedeschi assoluti indoor, getto del peso - 15,93 m
- 5ª ai campionati tedeschi under 23, getto del peso - 16,02 m
- 7ª ai campionati tedeschi under 23, lancio del disco - 45,27 m
- 8ª ai campionati tedeschi assoluti, getto del peso - 16,20 m

2019
- 8ª ai campionati tedeschi assoluti indoor, getto del peso - 15,68 m
- 5ª ai campionati tedeschi under 23, getto del peso - 16,32 m
- Nessuna misura valida ai campionati tedeschi assoluti, getto del peso

2020
- Fuori classifica ai campionati lussemburghesi assoluti indoor, getto del peso - 14,36 m
- 7ª ai campionati tedeschi assoluti indoor, getto del peso - 15,76 m
- Bronzo ai campionati tedeschi assoluti, getto del peso - 16,62 m

2021
- Bronzo ai campionati tedeschi assoluti, getto del peso - 18,13 m

2022
- 5ª ai campionati tedeschi assoluti indoor, getto del peso - 17,08 m
- 4ª ai campionati tedeschi assoluti, getto del peso - 17,63 m

2023
- 4ª ai campionati tedeschi assoluti indoor, getto del peso - 17,53 m
- Argento ai campionati tedeschi assoluti, getto del peso - 17,91 m

2024
- Oro ai campionati tedeschi assoluti indoor, getto del peso - 18,91 m

## Altre competizioni internazionali
2022
- 5ª in Coppa Europa di lanci ( Leiria, 12 marzo 2022), getto del peso - 17,09 m

2023
- Argento in Coppa Europa di lanci ( Leiria, 11 marzo 2023), getto del peso - 18,09 m
- 5ª agli FBK Games ( Hengelo, 4 giugno 2023), getto del peso - 18,45 m
- Argento ai campionati europei a squadre ( Chorzów, 23 giugno 2023), getto del peso - 18,85 m
- 5ª al Bauhaus-Galan ( Stoccolma, 2 luglio 2023), getto del peso - 17,94 m
- 10ª al Memorial Van Damme ( Bruxelles, 7 settembre 2023), getto del peso - 17,57 m

2024
- Argento al Meeting international Mohammed VI d'athlétisme de Rabat ( Marrakech), getto del peso - 19,40 m
- Argento all'Athletissima ( Losanna), getto del peso - 19,55 m
- Bronzo al Memorial Van Damme ( Bruxelles), getto del peso - 19,72 m
- Argento ai Campionati europei a squadre di atletica leggera ( Madrid), getto del peso - 19,58 m